# Фридрих Кристиан фон Цинцендорф-Потендорф
Фридрих Кристиан фон Цинцендорф-Потендорф (на немски: Friedrich Christian von Zinzendorf und Pottendorf) е имперски граф, господар на Цинцендорф и Потендорф в Австрия, камерхер в Курфюрство Саксония. Той построява ок. 1750 г. до стария дворец новия барок дворец в Хоф в Наундорф в Саксония.

## Биография
Роден е на 6 април 1697 година във Виена, Хабсбургска монархия. Той е син на граф Георг Лудвиг фон Цинцендорф-Потендорф (1662 – 1700) и съпругата му фрайин Мария Елизабет Тойфел фон Гундерсдорф (1661 – 1698), дъщеря на фрайхер Ото Кристоф Тойфел фон Гундерсдорф (1624 – 1690) и Поликсена Елизабет фон Фолкра († 1667). Внук е на имперски граф Максимилиан Еразмус фон Цинцендорф-Потендорф (1633 – 1672) и фрайин Анна Амалия фон Дитрихщайн-Холенбург (1638 – 1696).
Той остава рано пълен сирак. Сестра му Сузана Луиза фон Цинцендорф (1690 – 1709) се омъжва на 4 октомври 1704 г. за първия си братовчед граф Йохан Георг фон Ортенбург (1686 – 1725).
Баща му се жени втори път на 16 юли 1699 г. за фрайин Карлота Юстина фон Герсдорф (1675 – 1763) и така той има полубрат граф Николас Лудвиг фон Цинцендорф-Потендорф (1700 – 1760), който основава Моравската линия, женен от 1722 г. за графиня Ердмута Доротея Ройс-Еберсдорф (1700 – 1756).
Умира на 15 декември 1756 година в Гауерниц при Майсен, Саксония.

## Фамилия
Първи брак: на 12 ноември 1720 г. в Нюрнберг се жени за фрайин Доротея Юлиана фон Полхайм (* 1 януари 1700, Нюрнберг; † 6 март 1727, Лангенхенерсдорф), дъщеря на фрайхер Еберхард Матиас фон Полхайм (1660 – 1704) и графиня Маргарета Сузана фон Цинцендорф-Потендорф (1660 – 1722). Тя умира на 27 години. Те имат децата:
- Йохан Карл фон Цинцендорф-Потендорф
- Фридрих Лудвиг Юлиус фон Цинцендорф (* 23 септември 1721, Нюрнберг; † 4 октомври 1780, Виена), граф на Цинцендорф и австрийски държавник, женен на 17 октомври 1764 г. във Виена за принцеса Мария Анна Йозефа фон Шварценберг (* 6 януари 1744; † 8 август 1803).
- Максимилиан Еразмус фон Цинцендорф (* 1 октомври 1722; † 5 декември 1780, Дрезден), полковник, камерхер в Дрезден в Курфюрство Саксония, женен на 1 октомври 1763 г. за графиня Рафаела Шарлота фон Корнфайл; няма деца
- Сузана Магдалена фон Цинцендорф-Потендорф (* 14 декември 1723, Лангенхенерсдорф при Пирна; † 14 октомври 1785, Риксдорф), графиня и господарка, омъжена на 6 април 1741 г. в Гауерниц при Майсен за граф Хайнрих Кристоф фон Баудисин (* 9 юли 1709, Шлезвиг; † 4 юни 1786, Риксдорф, Холщайн)

Втори брак: на 20 февруари 1726 или 1727 г. се жени за графиня Кристиана София фон Каленберг (* 17 февруари 1703; † 23 декември 1775), дъщеря на граф Курт Райнике фон Каленберг (1651 – 1709) и фрайин Урсула Регина Мария фон Фризен (1658 – 1714), дъщеря на фрайхер Хайнрих III фон Фризен (1610 – 1680) и Мария Маргарета фон Лютцелбург (1632 – 1689). Те имат децата:
- Фридрих Август фон Цинцендорф (* 3 август 1733, Хоф при Ошатц; † 16 март 1804, Дрезден), саксонски държавник, женен на 3 октомври 1767 г. във Вилденфелс за графиня Луиза Йохана София фон Биландт-Палстеркамп; няма деца
- Карл Йохан Кристиан фон Цинцендорф (* 5 януари 1739, Дрезден; † 5 януари 1813, Виена), австрийски държавник